# 韩文公钓鱼台
韩文公钓鱼台，位于中国广东省清远市阳山县阳山中学内，为清远市阳山县的一个县级文物保护单位，类型为古遗址，公布时间为1987年。又称“韩公钓矶”。唐代贞元年间，韩愈任阳山令时经常在此处垂钓，阳山县令明朝时为纪念韩愈常与友人在此坐矶垂钓建亭
韩文公钓鱼台的历史年代为明（1523）。
因为该台存在于历代的阳山名胜古迹中，所以又有了“钓矶清风”一说